# Mausoleum des Daniel (Tarsus)

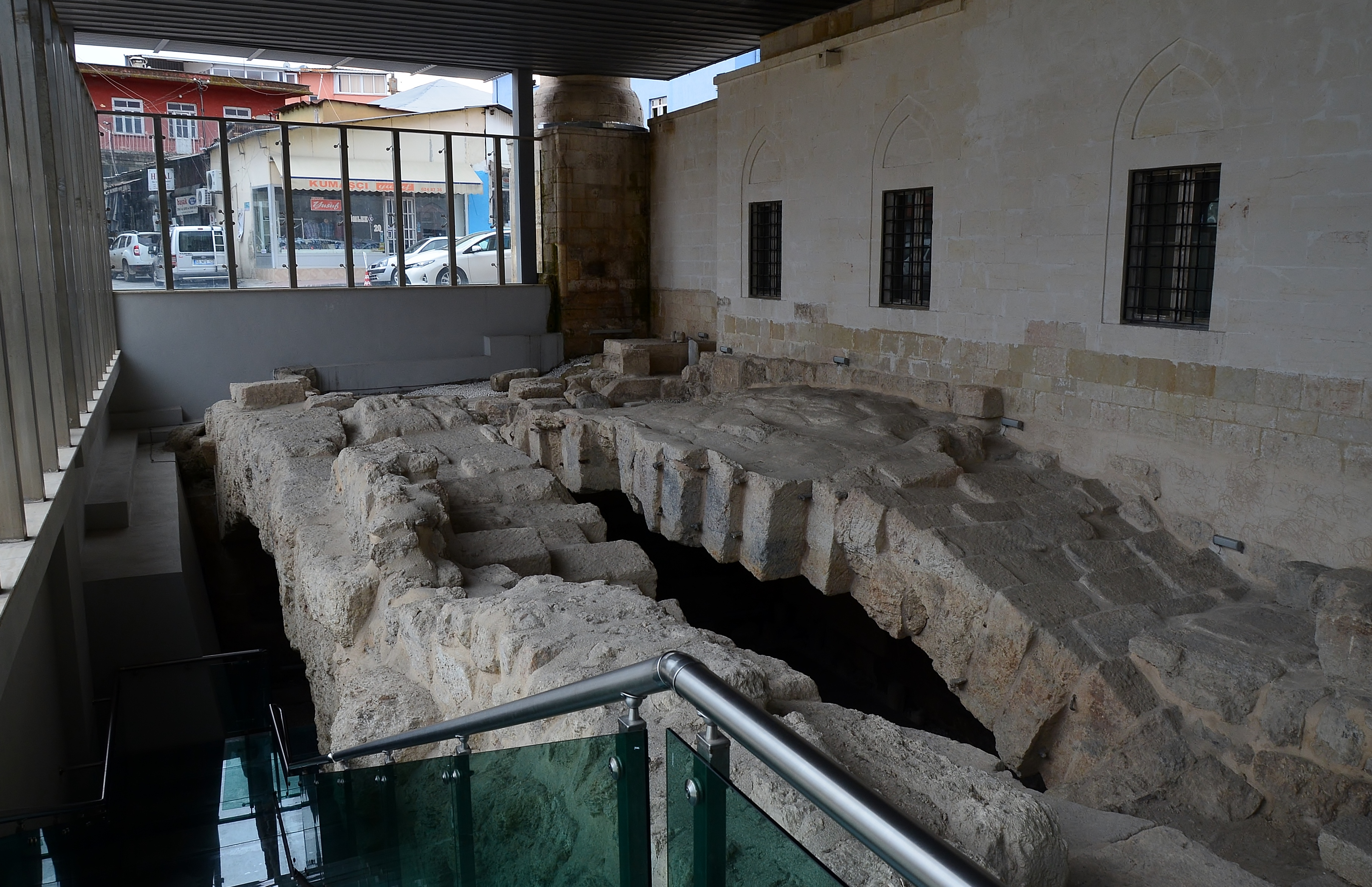
Ruinenfunde im Keller der Grabmoschee. Deutlich erkennbar ist einer der erhaltenen Brückenbögen.

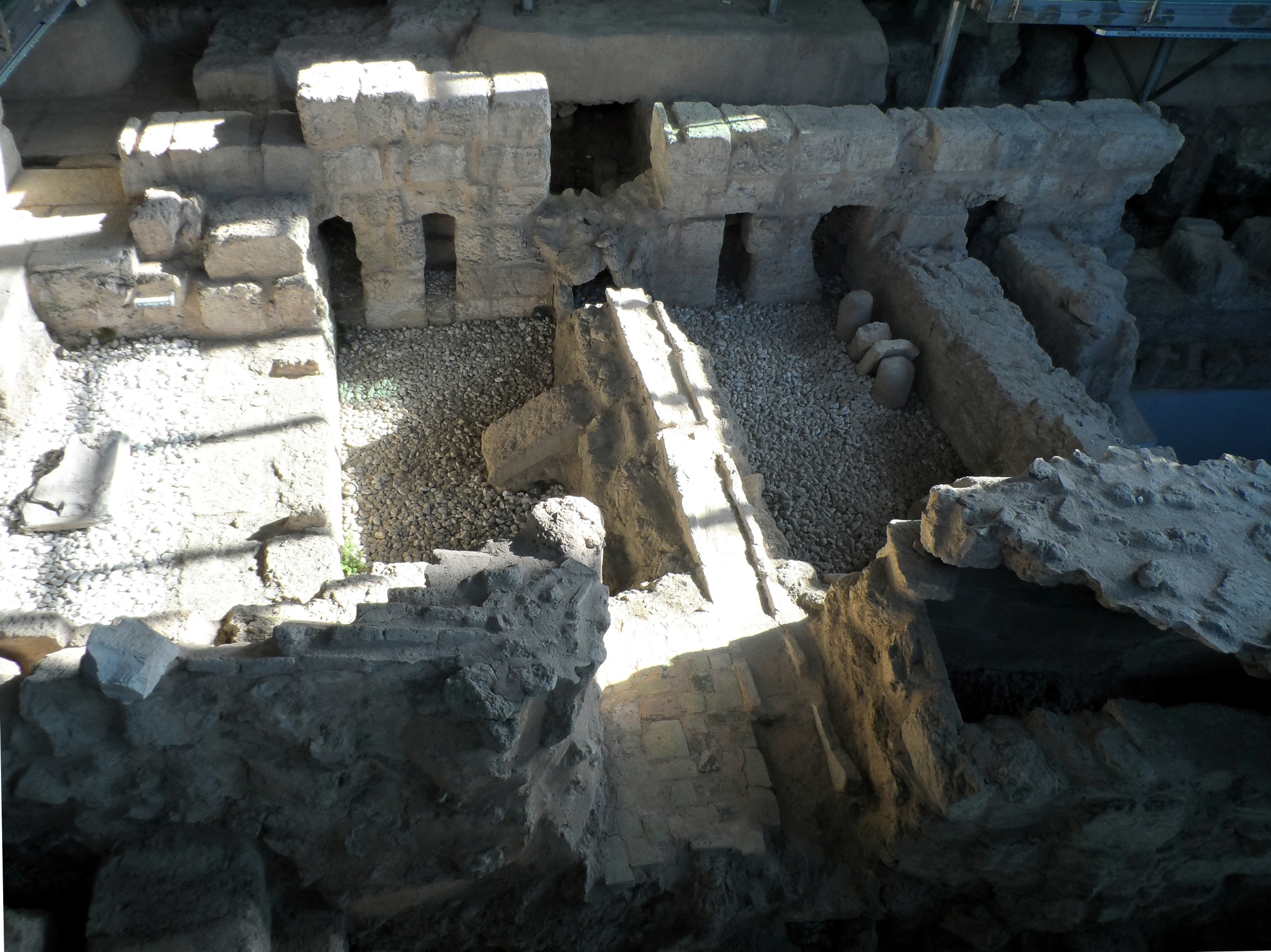
Blick in die Ausgrabungsstätte

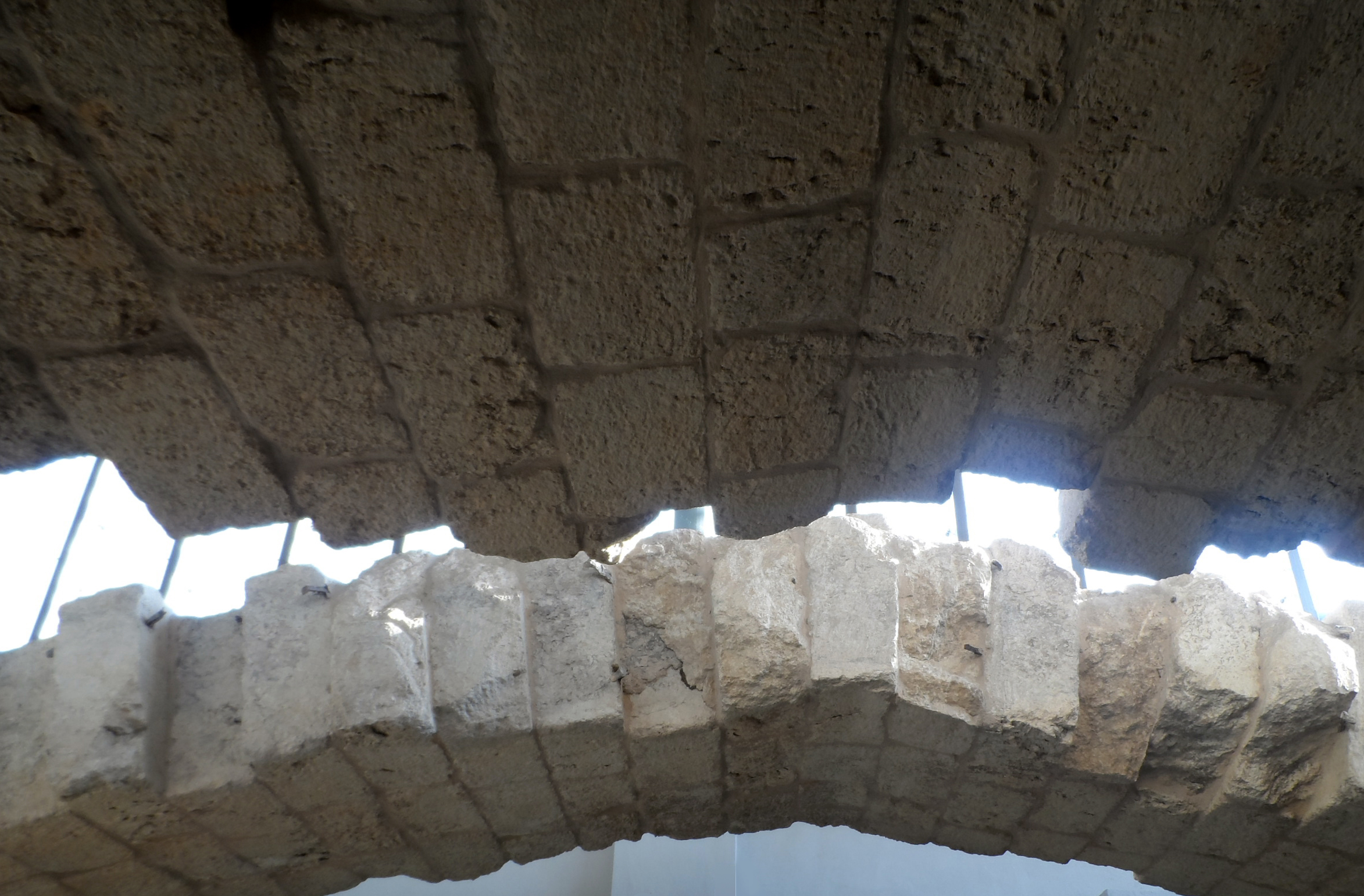
Erhaltener Teil eines Brückenbogens

Das Mausoleum des Daniel (türkisch Danyal Makamı; auch Grab des Daniel) ist ein Gebäudekomplex in der türkischen Stadt Tarsus. Der Komplex besteht aus einer Moschee und einer Grabstätte, in der der Leichnam des biblischen Propheten Daniel bestattet worden sein soll. Wissenschaftliche Belege gibt es nicht.

## Lage
Tarsus, das antike Tarsos, war der Geburtsort von Paulus und liegt rund 28 km nordöstlich von Mersin. Das Mausoleum befindet sich im Südosten der Stadt an der Ecke Adana Bulvarı/Alparslan-Türkeş-Bulvarı, umgeben von mehreren historischen Stätten wie der Großen Moschee, der Alten Moschee und der Paulskirche. Die Moschee liegt im Norden des Gebäudekomplexes, das Grabmal im Süden.

## Legende von Daniel
Obwohl Daniel nicht zur Liste der 25 islamischen Propheten gehört, wird er auch im Islam verehrt. Der Legende nach wurde Daniel während einer Hungersnot nach Tarsus eingeladen und brachte Wohlstand in die Stadt. Als er starb, wurde er in Tarsus begraben. Im Jahr 1857 wurde neben der Stelle, an der sein Körper liegen soll, eine kleine Moschee errichtet, die nach ihm benannt wurde.
Nach einer arabischen Quelle aus dem 11. Jahrhundert soll Tarsos von dem Kalifen ʿUmar ibn al-Chattāb eingenommen worden sein. Ebul Musa Eş Arı, Kommandeur der islamischen Streitkräfte, soll einen großen Sarg gefunden haben. Der im Inneren verborgene Leichnam soll in ein goldenes Leichentuch gewickelt gewesen sein und einen goldenen Ring am Finger gehabt haben, auf dem zwei Löwen und ein Knabe abgebildet waren. Daraus schloss Umar, dass es sich um Daniel handelte und versenkte den Sarg im Fluss.

## Baugeschichte
Die beiden erhaltenen Bögen waren Teil einer römischen Brücke, die im 1. Jahrhundert gebaut worden war. Vor dem 6. Jahrhundert führte der Fluss Berdan Çayı durch die Stadt. Überschwemmungen sorgten aber immer wieder für schwere Schäden. Der byzantinische Kaiser Justinian I. (Regentschaft 527–565) ließ den Fluss daher im Osten der Stadt umleiten, um die Risiken von Überflutungen zu minimieren. Die Brücke hatte ihre Funktion damit verloren und wurde aufgegeben. Als die Stadt im 7. Jahrhundert an die Araber fiel, nutzten diese wohl die Brücke als Grabstätte. Nachdem die Stadt in den folgenden Jahrhunderten von Überflutungen betroffen war, stieg das Bodenniveau durch Schwemmland und die Brücke versank allmählich im Grund.
Die lange vergessene Brücke wurde 1946 beim Bau eines Abwasserkanals entdeckt, als man Teile der Bögen freilegte. Da man sich des archäologischen Wertes nicht bewusst war, wurden Teile der Bögen bei den Arbeiten zerstört, um die Abwasserleitungen legen zu können. Erst im Jahr 2006 stieß man erneut auf die Brückenteile, als man den Ort für die rituellen Waschungen in der Moschee erneuern wollte. Dabei wurden mehrere Meter im Boden versteckt die Bögen freigelegt. Nach einer Notgrabung durch das Ministerium für Tourismus und Kultur der Türkei kamen der Bogen einer Brücke und ein dazugehöriges kleines Bauwerk zum Vorschein, in dem sich ein Grab befand. Obwohl es am Grab keine Inschrift gab, schrieb man es in der Öffentlichkeit aufgrund der Legende Daniel zu. Wissenschaftliche Belege dafür existieren nicht. Tatsächlich brachte 1984 ein Bauer dem Leiter des Tarsus-Museums eine Kalksteintafel (5. Jahrhundert), auf der eine männliche Figur zwischen zwei Löwen abgebildet ist.

## Archäologie
Aufgrund der Größe der erhaltenen Bögen geht man davon aus, dass die einstige Brücke noch mehr Bögen besessen haben muss. Die anderen Bögen, einschließlich weiterer historischer Gebäude, liegen wohl unter der modernen Stadtbebauung und wurden bisher nicht ausgegraben. Die Fläche der beiden Bögen beträgt 13,80 × 6,50 m und die Größe des angrenzenden Grabbaus im Nordosten 3,60 × 2,80 m. Während der Grabungsarbeiten im Jahr 2006 wurden zwei Säulen der Brücke ausgegraben, eine westlich und eine östlich des Gebäudes. Die Pfeiler der Brücke werden von sechs Steinreihen Mauerwerk getragen. Am östlichen Fuß der Brücke befinden sich Spuren von Gips. Bei den im Nordosten der Brücke durchgeführten Ausgrabungen wurden zwei gewölbte Fensteröffnungen gefunden, zwei weitere im Osten. Der Grabbau selbst bestand aus mächtigen Kalksteinen, die von Khorasan-Mörtel gehalten wurden.
Die Grundsteine der Brückenpfeiler liegen auf −5,40 m und die Tiefe des höchsten Punktes der Bögen beträgt −1,50 m in Bezug auf das Bodenniveau. Zur Stabilisierung wurden die Keilsteine mit bleibeschichteten Eisenbeschlägen verbunden. An der Wand neben dem Grab war ein mehrzackiger Stern (Hektogramm) eingemeißelt worden. Es gibt einige kleine archäologische Funde, von denen angenommen wird, dass sie zu einem noch auszugrabenden Bad gehören, sowie vier Münzen aus der Zeit des Raschidun-Kalifats.
Heute ist der Fundplatz mit einem gläsernen Pavillon überbaut und über Stege für Besucher zugänglich.